# Collepardo
Collepardo is een gemeente in de Italiaanse provincie Frosinone (regio Latium) en telt 927 inwoners (31-12-2004). De oppervlakte bedraagt 25,0 km², de bevolkingsdichtheid is 39 inwoners per km².
De volgende frazioni maken deel uit van de gemeente: Civita.

## Demografie
Collepardo telt ongeveer 372 huishoudens. Het aantal inwoners steeg in de periode 1991-2001 met 7,0% volgens cijfers uit de tienjaarlijkse volkstellingen van ISTAT.
| Jaar | Inwoneraantal |
| ---- | ------------- |
| 1991 | 867           |
| 2001 | 928           |

## Geografie
De gemeente ligt op ongeveer 586 m boven zeeniveau.
Collepardo grenst aan de volgende gemeenten: Alatri, Veroli en Vico nel Lazio.

## Galerij

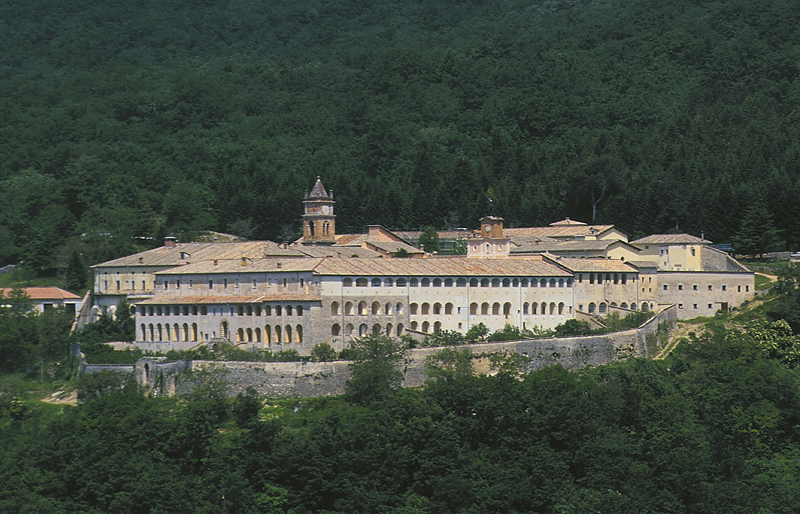
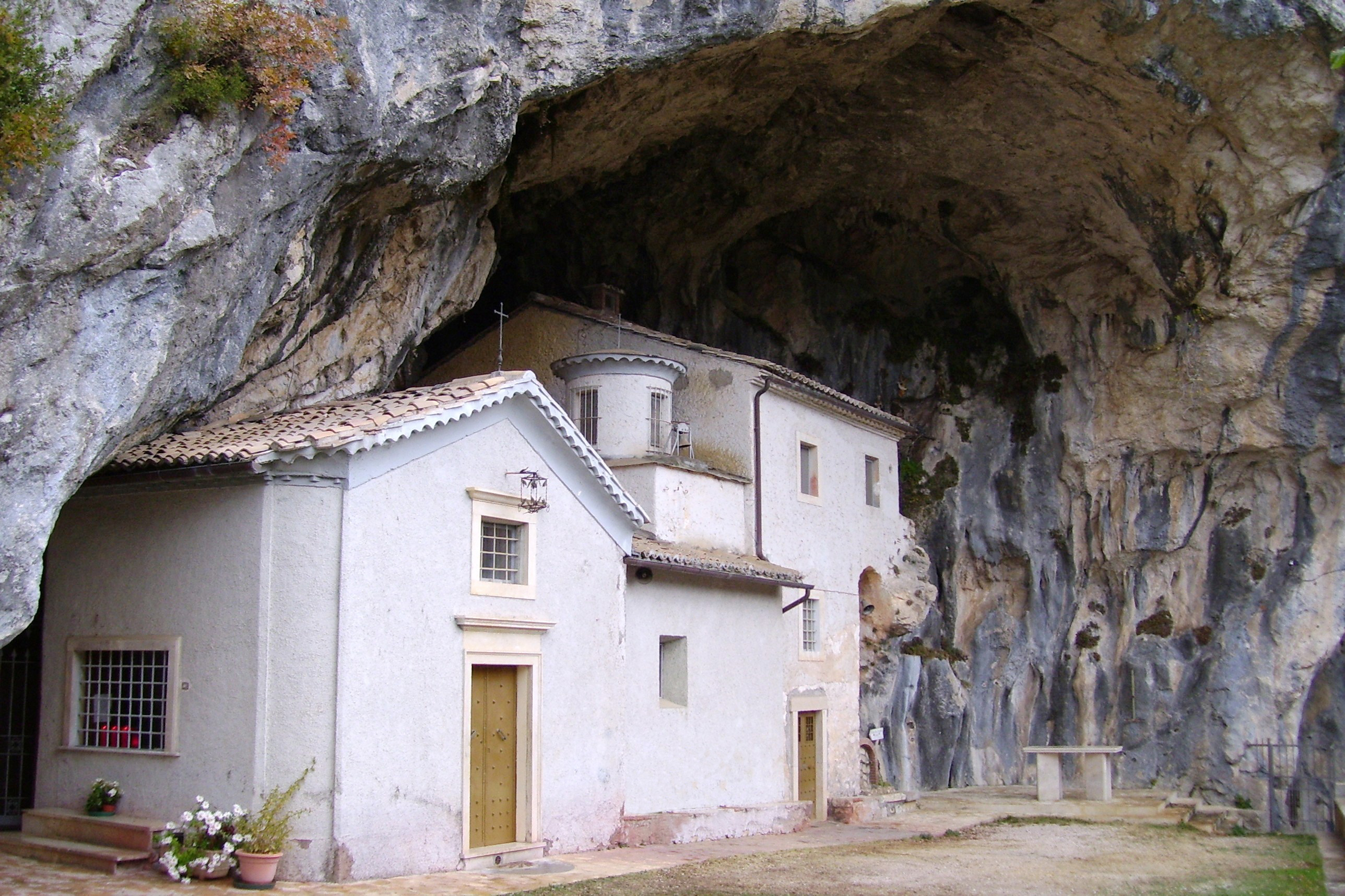
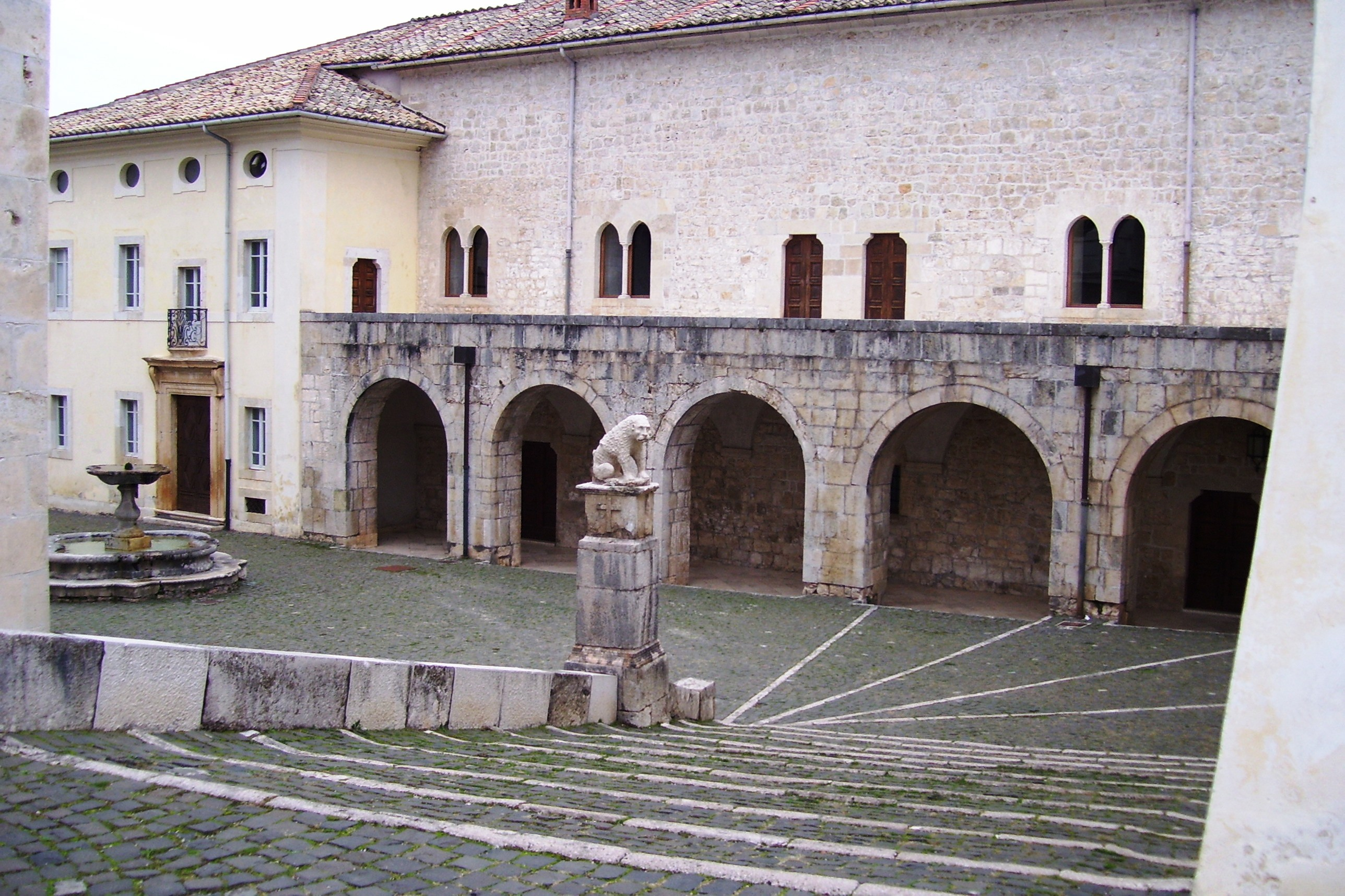